# Carl Theodor Anger
Pour les articles homonymes, voir Anger.
Carl Theodor Anger (Dantzig, 31 juillet 1803 – Danzig, 25 mars 1858) est un mathématicien et astronome allemand. C'est un étudiant et assistant de Friedrich Bessel à l'observatoire de Königsberg de 1827 à 1831. Puis il devient astronome à la Société des sciences naturelles de Dantzig (de).
À part son travail scientifique, en particulier par rapport aux fonctions de Bessel, il est aussi connu pour ses notes biographiques, en tant que sources premières sur la vie de Bessel.

## Publications
- (de) C. T. Anger, Betrachtungen über verschiedene Gegenstände der neueren Geometrie, vol. 1 & 2, Danzig, Homann, 1839–1841
- (de) C. T. Anger, Erinnerung an Bessel's Leben und Wirken, Danzig, Weber, 1846, 30 pages
- (de) C. T. Anger, Grundzüge der neueren astronomische Beobachtungskunst, Berlin, Gernhard, 1847
- (de) C. T. Anger, Populäre Vorträge über Astronomie, Danzig, Kafemann, 1862